# Celuloid
Celuloid (od celulo[za] + -id, dinitroceluloza, dinitronaftalen) je čvrsta prozirna umjetna plastična masa, dobivena na bazi nitroceluloze (celuloznoga nitrata) s kamforom kao plastifikatorom.

Celuloid ima mnogo nedostataka; npr. nepoželjan miris i okus, neotpornost prema kiselinama i alkalijama, obezbojenje na svjetlu i vrlo je zapaljiv. Ovaj polimerni materijal je skoro pedeset godina bio jedina važna plastična masa.

## Dobivanje
Englez Alexander Parkes dobio je 1865.g. miješanjem nitrata celuloze, alkohola i kamfora masu koja je bila slična rogu.
Američki istraživač John Wesley Hyatt objavio je 1869.g. patent za sličan produkt, koji je on razradio kao nadomjestak za slonovaču za biljarske kugle i uveo za njega novo ime - celuloid.
Priprema se miješanjem dvaju dijelova celuloidnog piroksilina s jednim dijelom praškasta kamfora i miješanjem u mješaču s dosta alkohola, da se stvori tijesto. Mekana masa preša se u različitim oblicima ili izvlači u listove (folije). Tokom rada alkohol se ispari i predmeti se skrutnu.

## Uporaba
Upotrebljavao se za izradbu fotografskih i kinematografskih filmova, ali se zbog zapaljivosti u tu svrhu više ne upotrebljava.
Tanke trake celuloznog nitrata prije su se uglavnom upotrebljavale za izradu filmova. Pripremali su se otapanjem topljivog piroksilina u smjesi acetona i metanola, zajedno s kamforom kao plastifikatorom, i ta se masa mazala na poliranu površinu točkova promjera 6 do 9m. Kako se točak polako okreće, otapalo se dovoljno brzo otparava i film se u uskoj traci kontinuirano namata na suprotnoj strani te prelazi kroz sušionicu, gdje se ukloni ostatak otapala.